# Keith George
Keith George is een Guyaans diplomaat. Hij is sinds 2012 ambassadeur in Suriname.

## Biografie
Keith George werkte rond 2009/2010 als directeur op het Frontiers Department van het Guyaanse ministerie van Buitenlandse Zaken.
Begin 2012 kondigde de Guyaanse regering een aantal diplomatieke wisselingen aan, waarbij George werd benoemd tot ambassadeur in Suriname. Op 21 maart nam president Desi Bouterse zijn geloofsbrieven in ontvangst. Hij bekleedt deze functie nog steeds (stand 2022).
In 2015 was er een incident met een burger die zijn auto op een plaats voor de ambassade wilde parkeren waar dat verboden was. Hierna volgde een conflict waarbij uiteindelijk een bewaker, een chauffeur, de ambassadeur en twee opgeroepen agenten bij betrokken raakten, en het hemd van de ambassadeur scheurde. De situatie veroorzaakte een kleine diplomatieke rel.
Na negatieve uitlatingen van de Guyaanse vicepresident Bharrat Jagdeo in de kwestie om visvergunningen, werd hij op 22 november ontboden door de plaatsvervangend Surinaamse minister van BIBIS, Krishna Mathoera (tevens van Defensie). Hij kreeg de boodschap voor Jagdeo mee dat diens uitlatingen worden beschouwd als "onverantwoordelijk, niet diplomatiek en niet in lijn met de geest van de samenwerking als buurlanden," evenals een onvriendelijke daad in contrast met de goede betrekkingen tussen de beide staatshoofden. In november 2022 werd hij opgevolgd door Virjanand Depoo.